# San Juan Texcalpan
San Juan Texcalpan es una localidad del estado mexicano de Morelos. Es parte del municipio de Atlatlahucan.

## Toponimia
El nombre «San Juan» hace referencia al santo patrono de la localidad: Juan el Bautista. El nombre «Texcalpan» proviene de los términos en náhuatl: texcalli, peñasco; pan, locativo. Su significado es «Lugar de peñascos».

## Demografía
| Gráfica de evolución demográfica |
|                                  |

| Censo | Población |
| ----- | --------- |
| 1940  | 215       |
| 1950  | 242       |
| 1960  | 291       |
| 1970  | 365       |
| 1980  | 482       |
| 1990  | 579       |
| 2000  | 775       |
| 2010  | 1162      |
| 2020  | 1505      |